# Юрьева, Татьяна Семёновна
Татьяна Семёновна Юрьева (18 октября 1943, Ташкент — 3 октября 2021, Санкт-Петербург) — советский и российский искусствовед, куратор, доктор искусствоведения, профессор СПбГУ, основательница Музея современных искусств им. С. П. Дягилева при СПбГУ. Заслуженный деятель искусств Российской Федерации (2013), член Санкт-Петербургского Союза художников России

## Биография
Татьяна Юрьева (Выгодская) родилась 18 октября 1943 года в Ташкенте, куда родители были эвакуированы из Ленинграда. Отец — Выгодский Семён Юльевич, историк, мать — Константиновская Елена Евсеевна, филолог, переводчик, участница гражданской войны в Испании, награждённая орденом Красной Звезды.
В 1960 году Т. Выгодская поступил на факультет теории и истории искусства Ленинградского института живописи, скульптуры и архитектуры имени И. Е. Репина. В 1965 году окончила институт как Т. Юрьева с присвоением квалификации искусствоведа, представив дипломную работу «Фрэд Эллис — американский революционный график», научный руководитель А. С. Гривнина.
После института Т. Юрьева продолжила занятия в аспирантуре. В 1969 году защитила диссертацию на соискание учёной степени кандидата искусствоведения. С 1969 по 1989 год преподавала в Ленинградском институте живописи, скульптуры и архитектуры имени И. Е. Репина на кафедре зарубежного искусства, доцент.
В 1989 году в разгар перестройки и после неудачи с докторской диссертацией ушла из ЛИЖСА имени И. Е. Репина и учредила «Центр искусств имени С. П. Дягилева», вокруг которого объединила десятки представителей так называемой неофициальной культуры Ленинграда — Петербурга. Занималась выставочными и издательскими проектами, продвижением на художественный рынок работ художников-нон-конформистов.
Область основных научных интересов Т. Юрьевой — американское искусство, неофициальное искусство Ленинграда 1960—1980-х годов, современное петербургское искусство. Автор более 250 публикаций, теле и радио интервью, куратор и идеолог десятков выставочных проектов.
В 2000 году Т. Юрьева защитила диссертацию на соискание учёной степени доктора искусствоведения по теме «Портрет в американском искусстве XVIII-XX веков». Член Санкт-Петербургского Союза художников России (до 1992 года — Ленинградского Союза художников) по секции критики и искусствоведения. Член Санкт-Петербургского отделения Всероссийской Ассоциации историков искусства и художественных критиков (АИС).
После защиты докторской диссертации вернулась к преподавательской работе, около 20 лет проработала профессором СПбГУ. Одновременно продолжала руководить «Дягилевским центром», перешедшим в юрисдикцию СПбГУ и в 2009 г. получившем статус музея — Музей современных искусств им.С.П.Дягилева СПбГУ.
Удостоена почётного звания Заслуженный деятель искусств Российской Федерации (2013).
Скончалась в Петербурге 3 октября 2021 г.